# پلینی (ویرجینیای غربی)
پلینی (به انگلیسی: Pliny) یک منطقهٔ مسکونی در ایالات متحده آمریکا است که در شهرستان پاتنم، ویرجینیای غربی واقع شده‌است.